# Natação nos Jogos Pan-Americanos de 2007 - 200 m medley feminino
O evento dos 200 m medley feminino nos Jogos Pan-Americanos de 2007 foi realizado no Rio de Janeiro, Brasil, com a semifinal realizada em 19 de julho de 2007 e a final, no dia seguinte.

## Medalhistas
| Ouro   | USA Julia Smit       |
| Prata  | USA Emily Kukors     |
| Bronze | CAN Stephanie Horner |

## Resultados
| Posição | Nadadora                     | Semifinais | Semifinais | Final   |
| Posição | Nadadora                     | Tempo      | Posição    | Tempo   |
| ------- | ---------------------------- | ---------- | ---------- | ------- |
| 1       | Julia Smit (USA)             | 2:21.31    | 5          | 2:13.07 |
| 2       | Emily Kukors (USA)           | 2:16.65    | 1          | 2:13.88 |
| 3       | Stephanie Horner (CAN)       | 2:17.92    | 2          | 2:15.42 |
| 4       | Joanna Maranhão (BRA)        | 2:20.72    | 3          | 2:16.99 |
| 5       | Georgina Bardach (ARG)       | 2:21.17    | 4          | 2:23.05 |
| 6       | Lilian Cerroni (BRA)         | 2:22.27    | 7          | 2:23.73 |
| 7       | McKayla Lightbourn (BAH)     | 2:26.30    | 6          | 2:24.92 |
| 8       | Maria Coy (GUA)              | 2:28.66    | 8          | 2:29.45 |
|         |                              |            |            |         |
| 9       | Antonella Scanavino (URU)    | 2:29.63    |            |         |
| 10      | Carla Fernández (CHI)        | 2:31.40    |            |         |
| 11      | Kimba Collymore (TRI)        | 2:32.87    |            |         |
| 12      | Katerine Moreno (BOL)        | 2:34.07    |            |         |
| 13      | Maria Alejandra Torres (PER) | 2:39.22    |            |         |